# 徐景贤
徐景贤（1933年12月13日—2007年10月31日），上海奉贤人，中华人民共和国政治人物。

## 生平
1933年12月13日，徐景賢出生于奉贤县。父親徐宗駿毕业于东南大学化学系，參加過中國共產黨，之後脫黨到交通大学化学系任教，汪精衛政權成立之後到交大系統下的南洋模範中學任教。母親曾任國民黨奉賢黨部委員。
1943年，從復華小學轉到上海南洋模范小学讀書。1945年，升入南洋模範中学，時值抗戰勝利，跟隨交大和南模的高年級學生徐惟誠等人參加校園和社會活動。之後，交大學生運動迅速發展，1947年5月20日，南京、上海舉行大游行，隨即遭到國民政府壓制，交大學生組織晚會抗議，這些經歷給徐景賢很大的影響。但是父親不想他參加過多的運動，并沒有加入新民主主义青年聯合會。1949年，上海解放，南模成立新民主主義青年團之後加入，參與辦報，宣傳革命和解放。
1951年，高中畢業，本已報名投考交大，但響應中共上海市委號召知識青年參與市政，於是放棄學業，受訓之後到市委宣传部文艺处做干事。1953年4月26日，由文藝處處長丁景唐介紹加入中國共產黨，作爲預備黨員。
1955年，反胡風運動開始，宣傳部長彭柏山被關押審查，處長丁景唐被審查，徐景賢亦被牽連批判。因此調到上海市文化局審查反動淫穢荒誕書刊辦公室，跟隨束韌秋工作。1956年，又隨束韌秋調回市委文藝工作部社會文化處做幹事，認識了時任部長張春橋。6月，轉正成爲正式黨員。1957年，文藝工作部撤銷後，調回市委宣傳部，在谷牧和石西民手下工作。之後在反右運動中遭到批判，出於自保對解放日報的沈涯夫進行批判，以致其被劃爲右派下放到了青海。1959年，經石西民介紹，和于伶、陳耘合作創作話劇《年青的一代》。他又訪問彭加木，創作報告文學《生命似火》。在上海文學界活躍的表現讓他被選中與黃宗英、何占豪等人參訪越南前綫。
1963年12月，在反修正主義浪潮下，毛澤東向柯慶施授意，主張提倡社會主義的藝術，批判修正主義路綫。1964年初，在柯慶施主導下成立《未定文稿》編輯部和中共上海市委写作班子。編輯部由張春橋任主編，周原冰任副主編，主任室華東局政策研究室的主任龐季雲，副主任有姚文元、金冲及等人。寫作班子由石西民負責。4月，成立寫作班子文學組“丁學雷”，被石西民調來擔任副組長，葉以群擔任組長，開始從各大學中文系抽調畢業生組織班子。人員組成到位之後開始揭露周揚、夏衍、田漢、陽翰笙的問題。
1965年7月，任中共上海市委写作班党支部书记、市委宣传部文艺处副科长。1966年6月1日，人民日報刊出了《橫掃一切牛鬼蛇神》的社論，當晚又廣播了聶元梓等人的大字報，上海也跟著響應。北京的紅衛兵南下上海，以市委文革小組成員的身份前去接待。9月4日，發生北京紅衛兵衝擊上海市委的九四事件。之後情勢進一步擴大，北京的紅衛兵在上海大肆宣揚血統論，在南京路和淮海路鬧事打人，甚至在漕溪北路打死了兩人。徐景賢受市委所派，前去調查處理。
1967年，任上海市革命委员会副主任，后任上海市委书记。曾任中共第九届、十届中央委员。
因文化大革命罪行，于1976年10月被隔离审查，1980年5月被开除党籍，判处有期徒刑18年，剥夺政治权利4年。提前3年于1992年6月保外就医；1995年刑满；1999年恢复公民政治权利。
2003年，回忆录《十年一梦》在香港时代国际出版有限公司出版。2013年《徐景贤最后回忆》在香港出版。
2007年10月31日下午4时在家中因心脏病突发而去世，11月6日下午2时在中山医院举行遗体捐赠仪式。

## 著作
- 《十年一梦》[5]，2003 香港时代国际出版有限公司
- 《最后回忆》十年一梦续[6]，2013-11 香港星克尔出版公司
- 《徐景贤文存》江苏人民出版社 / 2016-12

## 家人
夫人葛蕴芳，在徐汇区图书馆工作。